# Turnia Marcinkiewicza
Turnia Marcinkiewicza – skała w Dolinie Kobylańskiej na Wyżynie Olkuskiej w gminie Zabierzów, w powiecie krakowskim, w województwie małopolskim. Znajduje się w orograficznie prawych zboczach doliny, w dolnej jej części, naprzeciwko Żabiego Konia. W grupie skał widocznych z obszernej polany na dnie Doliny Kobylańskiej Turnia Marcinkiewicza jest najdalej na południe wysuniętą skałą w prawych zboczach doliny. Sąsiaduje z Małą Płytą.
Dolina Kobylańska jest jednym z najbardziej popularnych terenów wspinaczki skalnej. Zbudowana z wapieni Turnia Marcinkiewicza ma wysokość 10–14 m, połogie i pionowe ściany z filarem i zacięciem. Mają wystawę wschodnią, południowo-wschodnią i południową. Przez wspinaczy skalnych zaliczana jest do Grupy Zjazdowej Turni. Wspinacze poprowadzili na niej 8 dróg wspinaczkowych o trudności IV – VI.2+ w skali Kurtyki. Niemal wszystkie mają zamontowane punkty asekuracyjne: ringi (r), stanowisko zjazdowe (st) lub ring zjazdowy (rz).

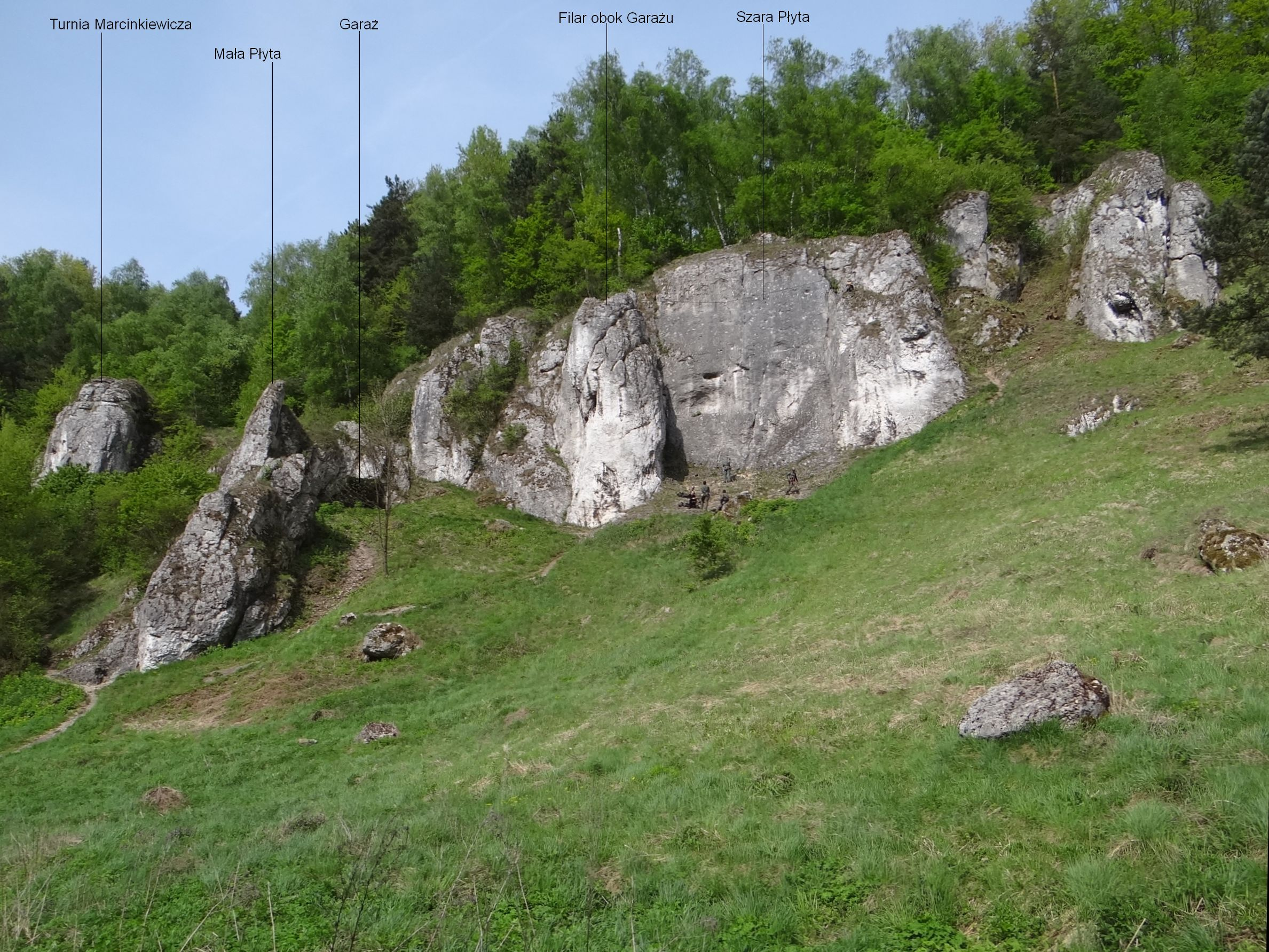
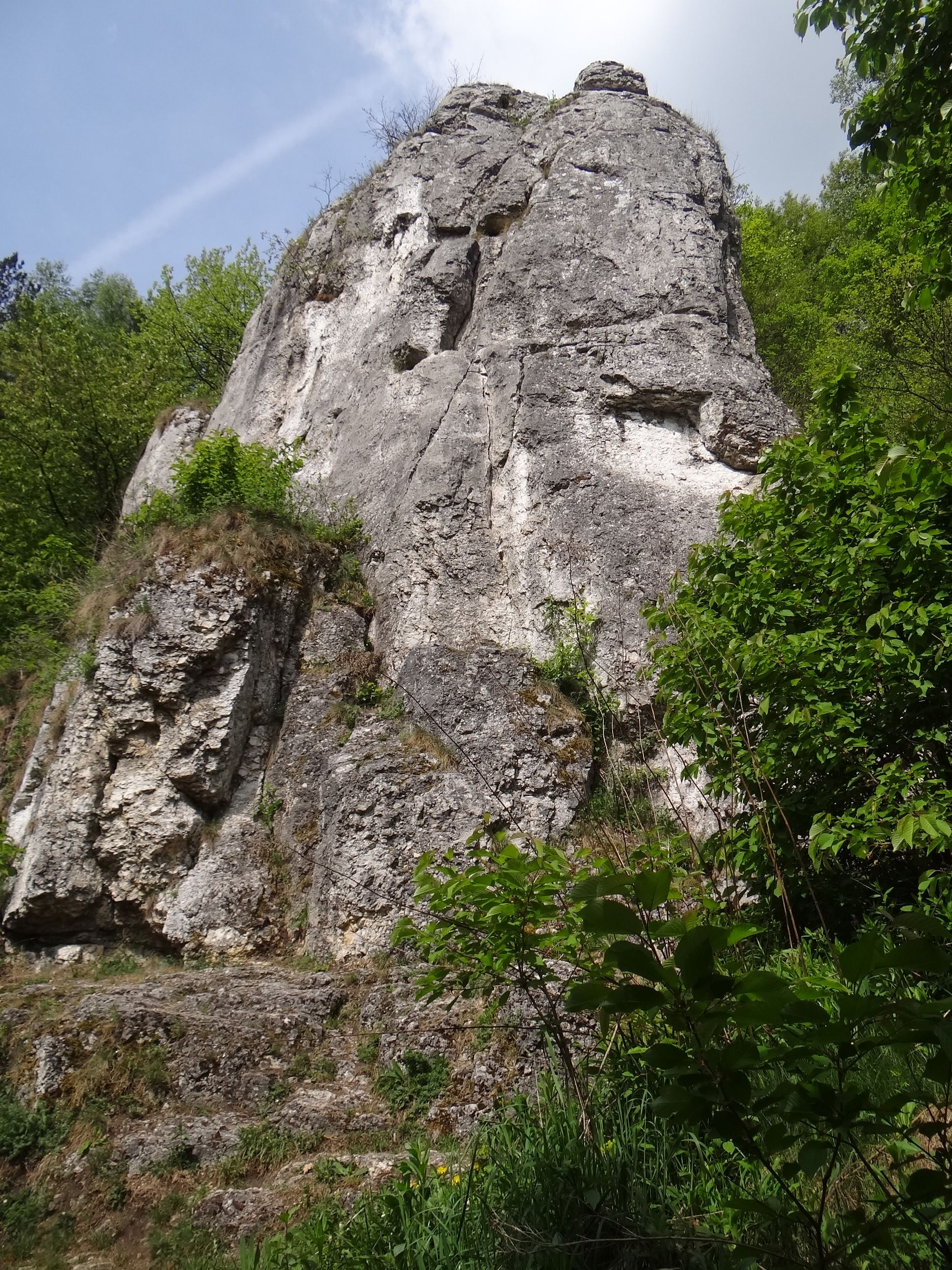
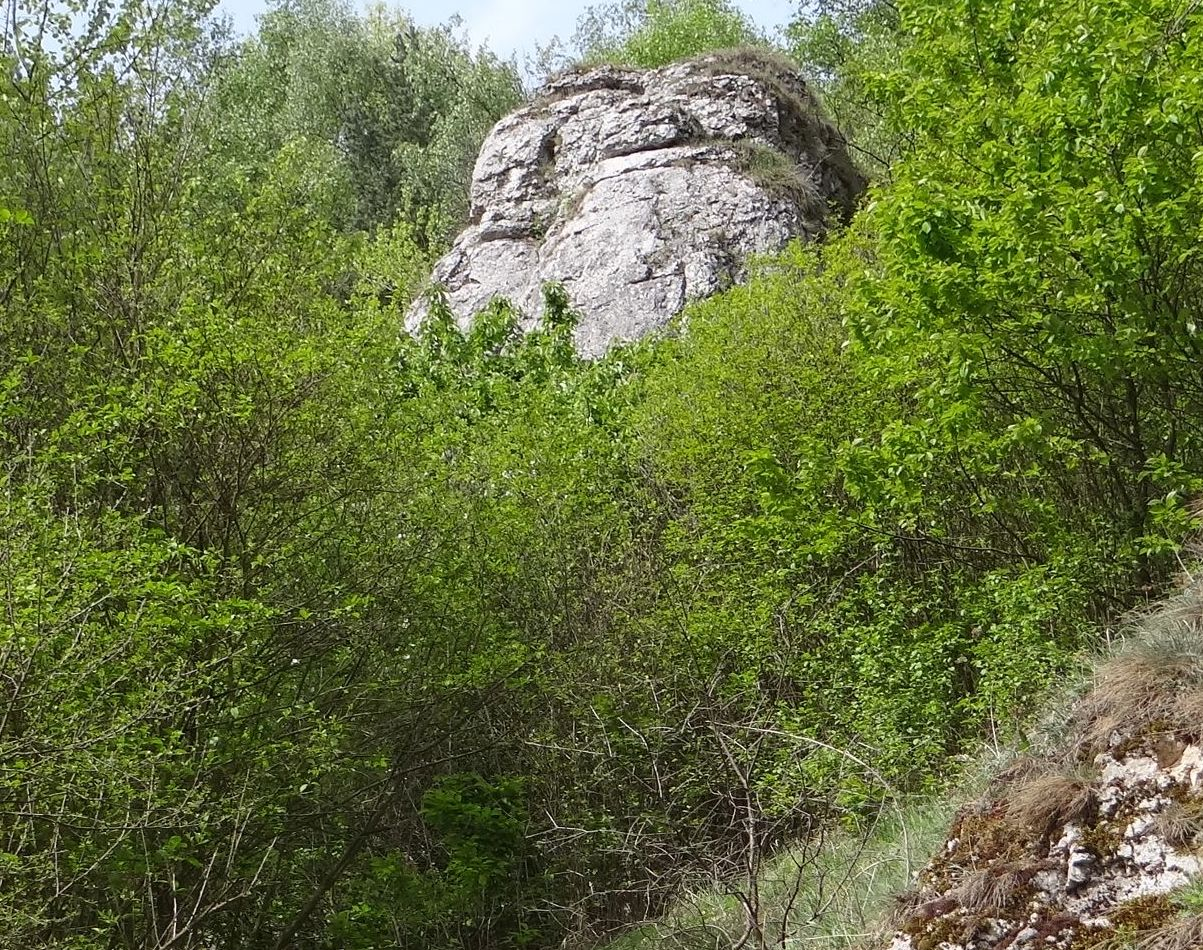
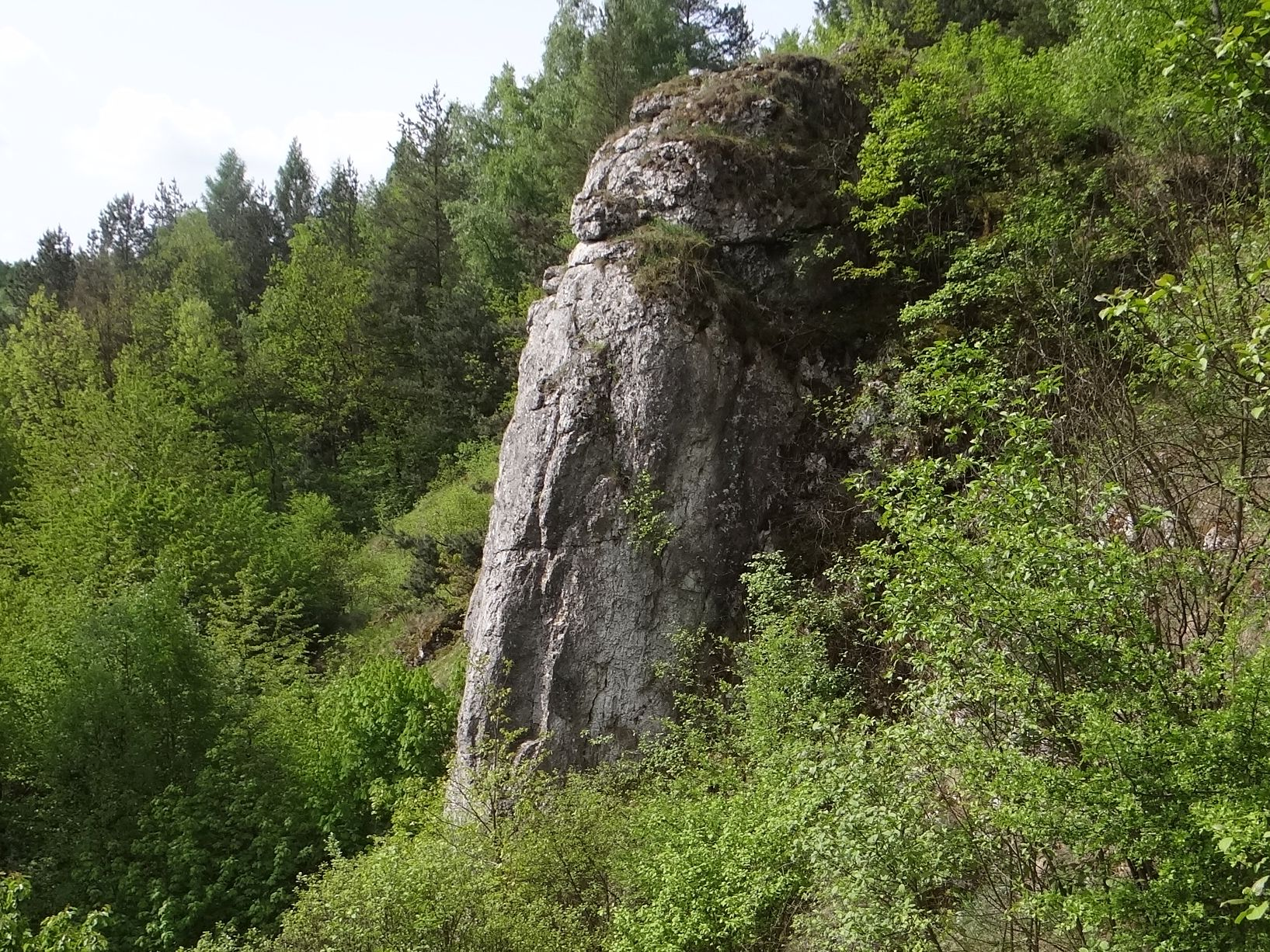

## Drogi wspinaczkowe
1. Telewizor z lotnikiem; IV+, 10 m
2. Kropka nad ypsilionem; VI.2, 3r + rz, 11 m
3. AGD kontratakuje; VI.1 4r + st, 12 m
4. Depresja AGD: V+, 2r + rz, 12 m
5. Z siekierą w plecach; V+, 4r + st, 14 m
6. Rysa Marcinkiewicza; V-, 5r + st, 14 m
7. Filarek Marcinkiewicza; V+, 5r + st, 14 m
8. Prawy Marcinkiewicz; V+, 4r + st, 14 m